# Kwas tiooctowy
Kwas tiooctowy (CH3COSH) – organiczny związek chemiczny, siarkowy analog kwasu octowego.
W stosunku do kwasu octowego ma nieco niższą temperaturę wrzenia (88-91,5 °C) i ma nieco wyższą moc. W syntezie organicznej jest stosowany jako nukleofilowy odczynnik wprowadzający grupę tiolową (-SH) do cząsteczki.